# Leo Derksen
Leo Derksen (Nijmegen, 5 november 1926 – Bergen (Noord-Holland), 8 september 2002) was een Nederlands journalist. Hij werd vooral bekend als columnist van De Telegraaf.

## Levensloop
Derksen was de jongste in een groot, katholiek gezin van negen kinderen. Hij bezocht het klein-seminarie, het Bernarduscollege in Pey (bij Echt) bij de Paters Trappisten. Vervolgens studeerde hij radiotechniek en M.O.-Nederlands. In juni 1953 begon Derksen als journalist bij het Noordhollands Dagblad. Een jaar later vestigde hij zich voor de katholieke dagbladcombinatie Unitas en de AVRO-radio in Israël. Ook werkte hij korte tijd bij de Gazet van Limburg en publicieerde hij gedichten en korte verhalen in literaire tijdschriften als Libertinage, Maatstaf, Vandaag en Roeping. Via broer Jan Derksen, werkzaam bij het Spaarnestadblad Katholieke Illustratie, kon hij in 1955 aan de slag bij Panorama. In de jaren zestig en zeventig schreef Derksen voor de AVRO en de TROS een reeks televisiespelen. In 1966 schreef hij het scenario voor de Nederlandse film 10.32. Zijn toneelstuk Het kardinalengambiet werd in 1970 opgevoerd door het Nieuw Rotterdams Toneel, onder regie van Jules Croiset.
In september 1974 kwam Derksen, na negentien jaar aan Panorama verbonden te zijn geweest, in dienst van De Telegraaf, eerst als televisierecensent, later als columnist, onder de titel 'Op zicht'. Zijn scherpe en soms giftige pen leverde hem een grote schare bewonderaars op. Op 1 december 1988 ging Derksen (verplicht op grond van de cao) met de VUT. Om nooit opgehelderde redenen stond de hoofdredactie van De Telegraaf hem niet toe om als freelance-columunist voor de krant te blijven schrijven. De gewezen sportverslaggever Rob Hoogland nam de vaste plek van Derksen op pagina 3 van De Telegraaf over.
Na zijn vertrek bij De Telegraaf verzorgde Derksen korte tijd columns voor de TROS-radio en publiceerde hij op internet.
Leo Derksen was getrouwd met balletlerares Tiny van Heugten.

## Scenario's
- 1963: Gelooft u in spoken, mevrouw? (tv-spel, AVRO)
- 1963: De vluchteling (tv-spel, AVRO)
- 1964: De illusionist (tv-spel, AVRO)
- 1965: De verschrikkelijke wraak van Frederik Nagtegaal (tv-spel, AVRO)
- 1965: Op reis met Willie (tv-spel, AVRO)
- 1966: Een beeld van een meisje (tv-spel, AVRO)
- 1966: De onderkruiper (tv-spel, AVRO)
- 1966: 10.32 (speelfilm onder regie van Arthur Dreifuss)
- 1967: Een andere keer misschien (tv-spel, AVRO)
- 1967: Een mooie lange avond (tv-spel, AVRO)
- 1968: Genoeg om jou te laten hangen (tv-spel, AVRO)
- 1969: Emmy laat jou nooit alleen (tv-spel, AVRO)
- 1971: Wat doe je met zo'n lijk? (tv-spel, AVRO)
- 1973: Weet U misschien waar de Rozenlaan ligt? (tv-spel, AVRO)
- 1973: De groeten van tante Louise (tv-spel, TROS)
- 1974: Straatje om (tv-spel, TROS)
- 1976: Het leven begint bij veertig (tv-spel, TROS)